# Fekete László (labdarúgó, 1954)
Fekete László (Budapest, 1954. április 14. – 2014. március 4.) válogatott labdarúgó, csatár.

## Pályafutása

### Klubcsapatokban
16 évesen lett az Újpesti Dózsa játékosa. Az élvonalban 1973-ban mutatkozott be. Négyszeres magyar bajnok, egyszer kupagyőztes. 1978-79-es idényben a bajnokság gólkirálya 31 góllal. Ezzel abban az évben Európában a második legjobb góllövő volt és ezért Ezüstcipőt kapott. 1973 és 1984 között 233 bajnoki mérkőzést játszott Újpesten és 136 gólt szerzett. Közben egy idényt a Volán SC-ben szerepelt. 1984-85-ös idényben az osztrák Sturm Graz játékosa volt. 1985-ben egy rövid ideig Komlón játszott, majd alsóbb osztályú osztrák csapatokban fejezte be az aktív labdarúgást.

### A válogatottban
A magyar válogatottban 21 alkalommal szerepelt 1974 és 1979 között és 5 gólt szerzett. Az 1978-as argentínai világbajnokságon szereplő csapat tagja lett volna, de sérülése miatt Csapó Károly lett kerettag. 1979-ben négyszer szerepelt az olimpiai válogatottban.

## Sikerei, díjai
- Magyar bajnokság
  - bajnok: 1973–74, 1974–75, 1977–78, 1978–79
  - 2.: 1976–77, 1979–80
  - 3.: 1975–76
  - gólkirály: 1978-79 (31 gól)
  - Ezüstcipő: 1978-79 (31 gól)
- Magyar Népköztársasági Kupa (MNK)
  - győztes: 1975
- Bajnokcsapatok Európa-kupája (BEK)
  - elődöntős: 1973–74
- Kupagyőztesek Európa-kupája (KEK)
  - negyeddöntős: 1983–84

## Statisztika

### Mérkőzései a válogatottban
| Magyarország | Magyarország         | Magyarország                                  | Magyarország  | Magyarország | Magyarország     | Magyarország       | Magyarország | Magyarország |
| #            | Dátum                | Helyszín                                      | Hazai         | Eredmény     | Vendég           | Kiírás             | Gólok        | Esemény      |
| ------------ | -------------------- | --------------------------------------------- | ------------- | ------------ | ---------------- | ------------------ | ------------ | ------------ |
| 1.           | 1974. március 31.    | Zalaegerszeg, ZTE stadion                     | Magyarország  | 3 – 1        | Bulgária         | barátságos         | -            |              |
| 2.           | 1974. április 17.    | Dortmund, Westfallenstadion                   | NSZK          | 5 – 0        | Magyarország     | barátságos         | -            | 59'          |
| 3.           | 1974. szeptember 28. | Bécs, Práter stadion                          | Ausztria      | 1 – 0        | Magyarország     | barátságos         | -            |              |
| 4.           | 1974. október 30.    | Cardiff, Ninian Park                          | Wales         | 2 – 0        | Magyarország     | Eb-selejtező       | -            |              |
| 5.           | 1975. április 2.     | Bécs, Práter stadion                          | Ausztria      | 0 – 0        | Magyarország     | Eb-selejtező       | -            | 68'          |
| 6.           | 1975. május 7.       | Budapest, Népstadion                          | Magyarország  | 2 – 0        | Bulgária         | olimpiai selejtező | -            | 69'          |
| 7.           | 1975. június 7.      | Szófia, Levszki stadion                       | Bulgária      | 4 – 0        | Magyarország     | olimpiai selejtező | -            | 55'          |
| 8.           | 1976. május 22.      | Budapest, Népstadion                          | Magyarország  | 1 – 0        | Franciaország    | barátságos         | 1            | 45'          |
| 9.           | 1976. május 26.      | Budapest, Népstadion                          | Magyarország  | 1 – 1        | Szovjetunió      | barátságos         | 1            | 10'          |
| 10.          | 1976. június 12.     | Budapest, Népstadion                          | Magyarország  | 2 – 0        | Ausztria         | barátságos         | -            | 62'          |
| 11.          | 1976. szeptember 8.  | Stockholm, Råsunda Stadion                    | Svédország    | 1 – 1        | Magyarország     | barátságos         | -            | 46'          |
| 12.          | 1976. szeptember 22. | Kelet-Berlin, Friedrich-Ludwig-Jahn-Sportpark | NDK           | 1 – 1        | Magyarország     | barátságos         | -            | 85'          |
| 13.          | 1977. március 15.    | Teherán                                       | Irán          | 0 – 2        | Magyarország     | barátságos         | -            | 46'          |
| 14.          | 1978. október 11.    | Budapest, Népstadion                          | Magyarország  | 2 – 0        | Szovjetunió      | Eb-selejtező       | -            | 69'          |
| 15.          | 1978. november 15.   | Frankfurt, Waldstadion                        | NSZK          | 0 – 0        | Magyarország     | barátságos         | -            |              |
| 16.          | 1979. április 4.     | Chorzów, Slask-stadion                        | Lengyelország | 1 – 1        | Magyarország     | barátságos         | -            | 72'          |
|              | 1979. április 18.    | Pitești                                       | Románia       | 2 – 0        | Magyarország     | olimpiai selejtező | -            |              |
| 17.          | 1979. május 2.       | Budapest, Népstadion                          | Magyarország  | 0 – 0        | Görögország      | Eb-selejtező       | -            | 75'          |
| 18.          | 1979. szeptember 12. | Nyíregyháza                                   | Magyarország  | 2 – 1        | Csehszlovákia    | barátságos         | -            | 12'          |
| 19.          | 1979. szeptember 26. | Bécs, Práter-stadion                          | Ausztria      | 3 – 1        | Magyarország     | barátságos         | 1            | 74'          |
| 20.          | 1979. október 17.    | Debrecen, Nagyerdei stadion                   | Magyarország  | 3 – 1        | Finnország       | Eb-selejtező       | 2            | 25' 44'      |
| 21.          | 1979. október 26.    | Budapest, Népstadion                          | Magyarország  | 0 – 2        | Egyesült Államok | barátságos         | -            |              |
|              | 1979. november 14.   | Miskolc-Diósgyőr, DVTK-stadion                | Magyarország  | 2 – 0        | Lengyelország    | olimpiai selejtező | -            | 74'          |
|              | 1980. április 13.    | Prága                                         | Csehszlovákia | 3 – 2        | Magyarország     | olimpiai selejtező | -            |              |
|              | Összesen             |                                               |               | 21           | mérkőzés         |                    | 5            | gól          |

## Családja

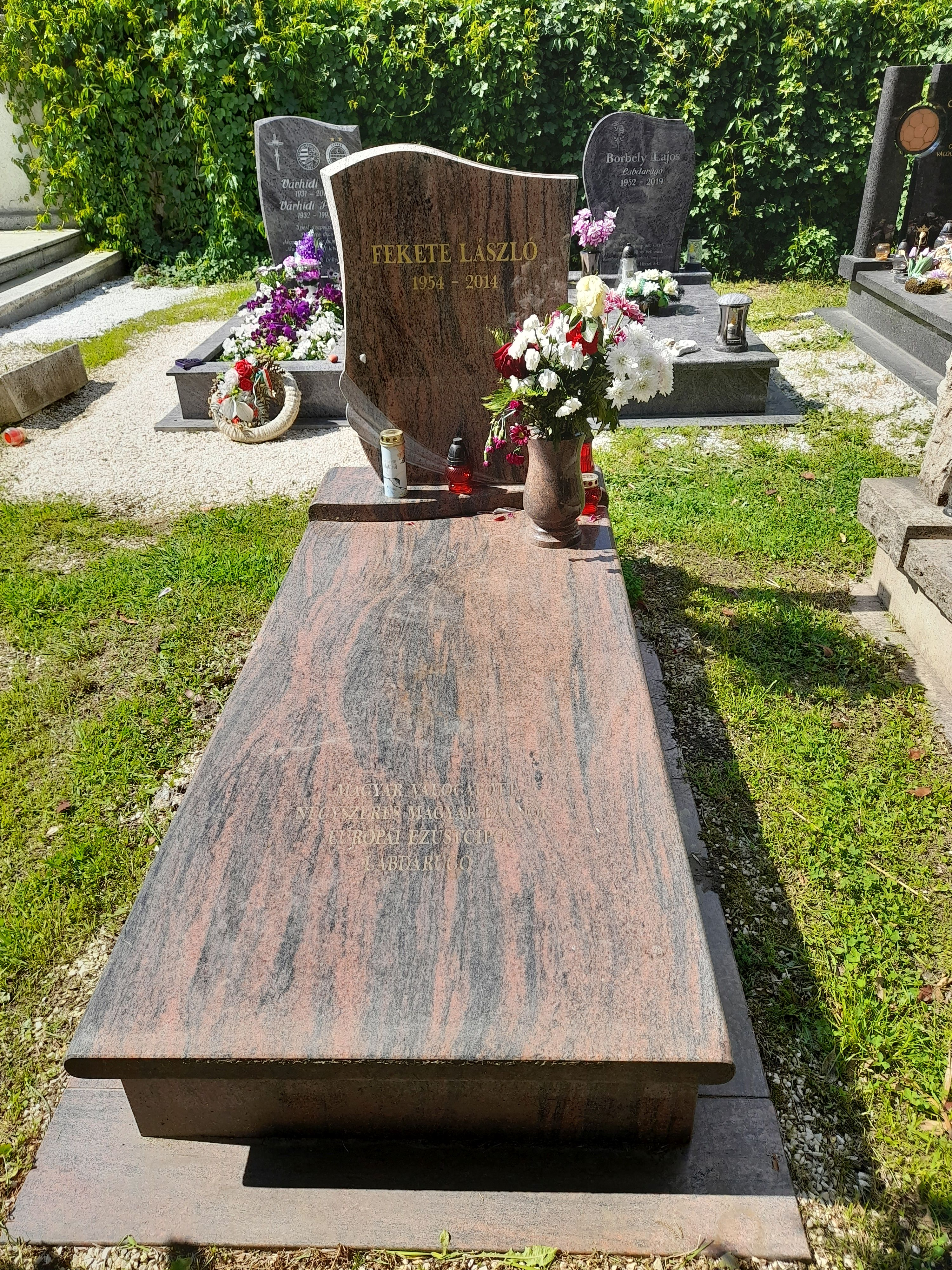
Sírja a Megyeri temetőben (31. parcella)

Fia, ifjabb Fekete László a jelenleg az Erzsébeti SMTK játékosa az NB III Közép Csoportjában, korábban megfordult Finnországban is, a HJK és a RoPS csapatainál.[forrás?]